# Opisthacantha flavipes
Opisthacantha flavipes är en stekelart som beskrevs av Alan Parkhurst Dodd 1913. Opisthacantha flavipes ingår i släktet Opisthacantha och familjen Scelionidae. Inga underarter finns listade i Catalogue of Life.